# Mrówki (grodzisko)
Mrówki (grodzisko) – późnośredniowieczne grodzisko stożkowate, położone 800 metrów na południowy wschód od przysiółku Mrówki, w lesie, na półwyspie nad Jeziorem Kownackim. Zostało zidentyfikowane w 1923 roku, a przebadane archeologicznie na początku lat 70. XX wieku. Lokalnie błędnie określane jako kopiec napoleoński.

## Wyniki badań archeologicznych
Gród znajdował się na stożkowatym kopcu wysokim na 7 metrów. Jego dolna średnica wynosiła ponad 40 metrów. Nasyp otoczony był fosą, od północy połączoną z jeziorem, co zapewniało stały napływ wody. Szczyt kopca otaczała palisada. Główną budowlą na gródku była wieża obronna, na planie pięciokąta, o długości boków 3 metrów. W wyniku prac wykopaliskowych odsłonięto także piwniczkę i pozostałości kuźni. Wśród zabytków ruchomych są groty bełtów i części kuszy, ostrogi oraz elementy oporządzenia jeździeckiego. Znaleziono także narzędzia rolnicze (sierpy) i stolarskie (świdry i topór). Szalki wagi do odmierzania kruszców, wyroby z kości, bądź naczynia szklane, świadczą o wysokim statusie społecznym jej mieszkańców. Na podstawie znalezionych szczątków kostnych zwierząt odtworzono ich jadłospis. Przeważały drób, wieprzowina i wołowina (ok. 70%), ale polowano także na dziki, sarny, jelenie i zające.

## Skansen
W 1973 roku na terenie grodziska utworzono skansen archeologiczny jako filię Muzeum Okręgowego w Koninie. Zrekonstruowano m.in. umocnienia (fosa, palisada, most i brama) oraz część zabudowy (wieża, chata, szałasy rybackie, drewniana kuźnia).

## Galeria

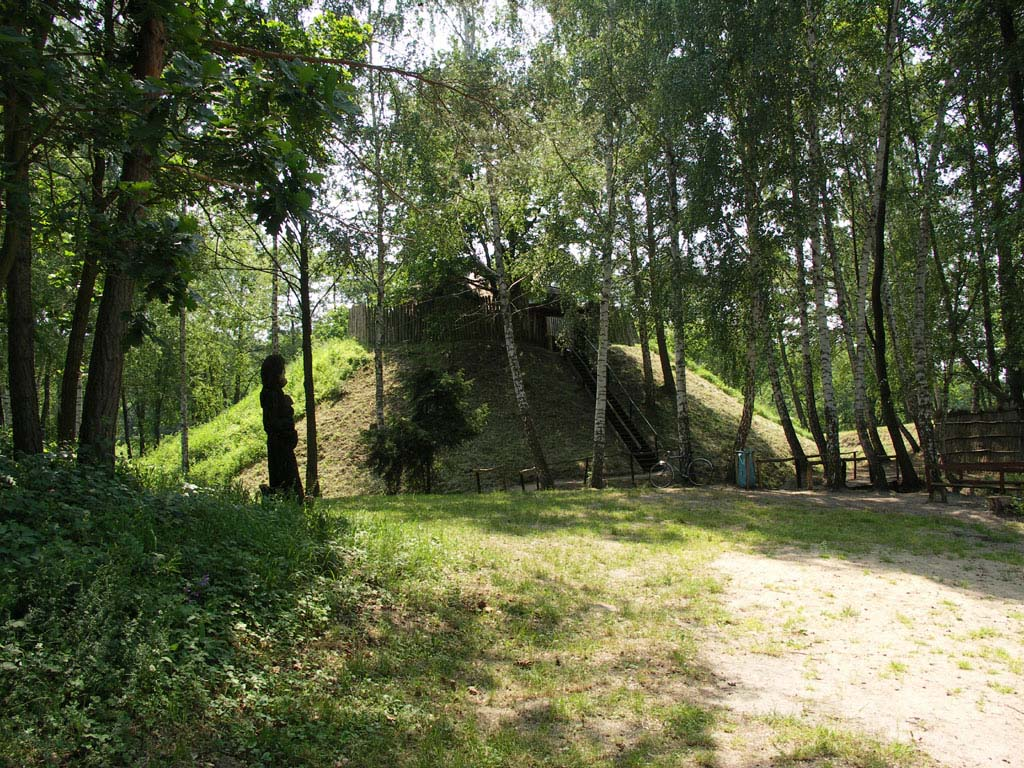
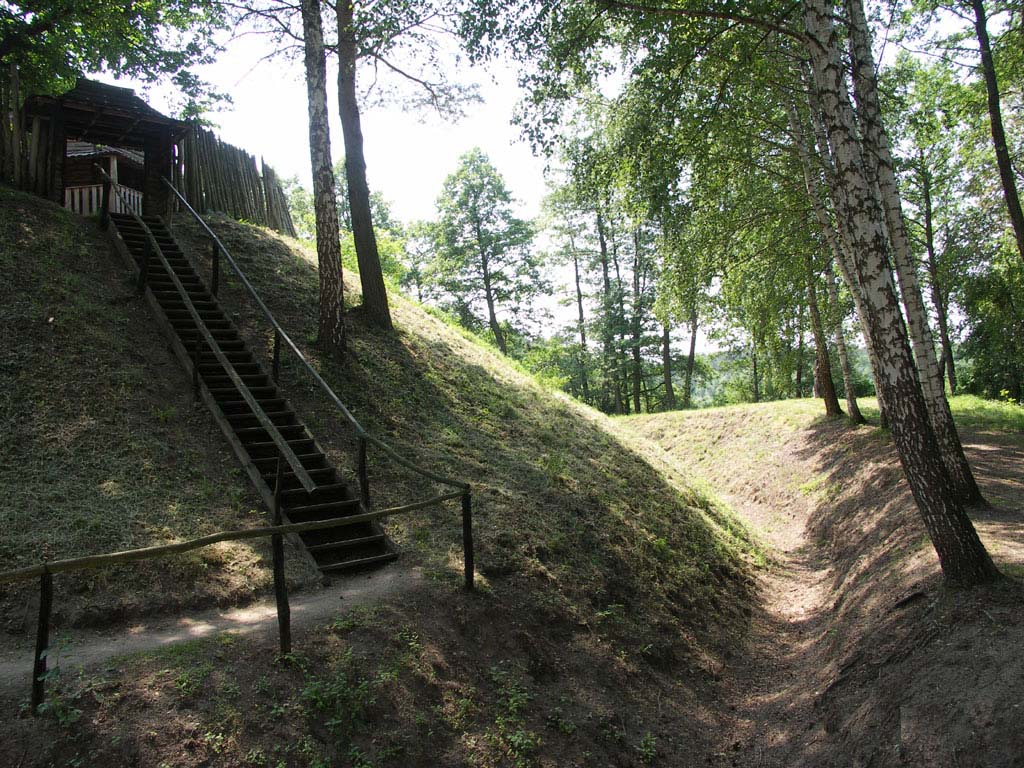
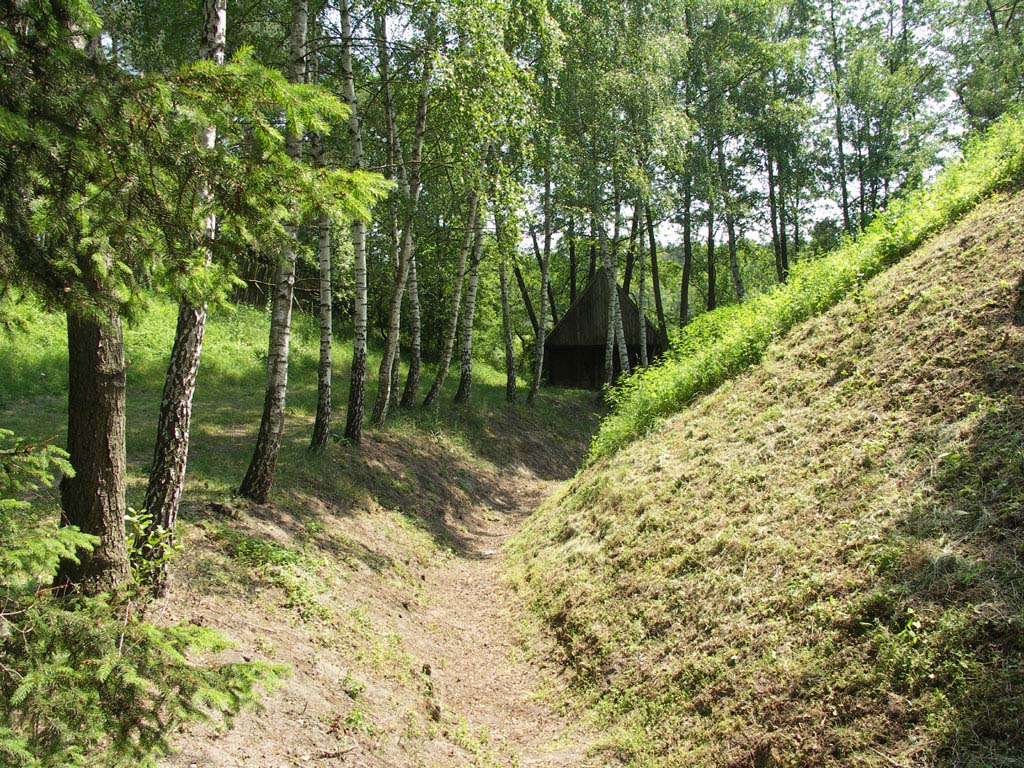
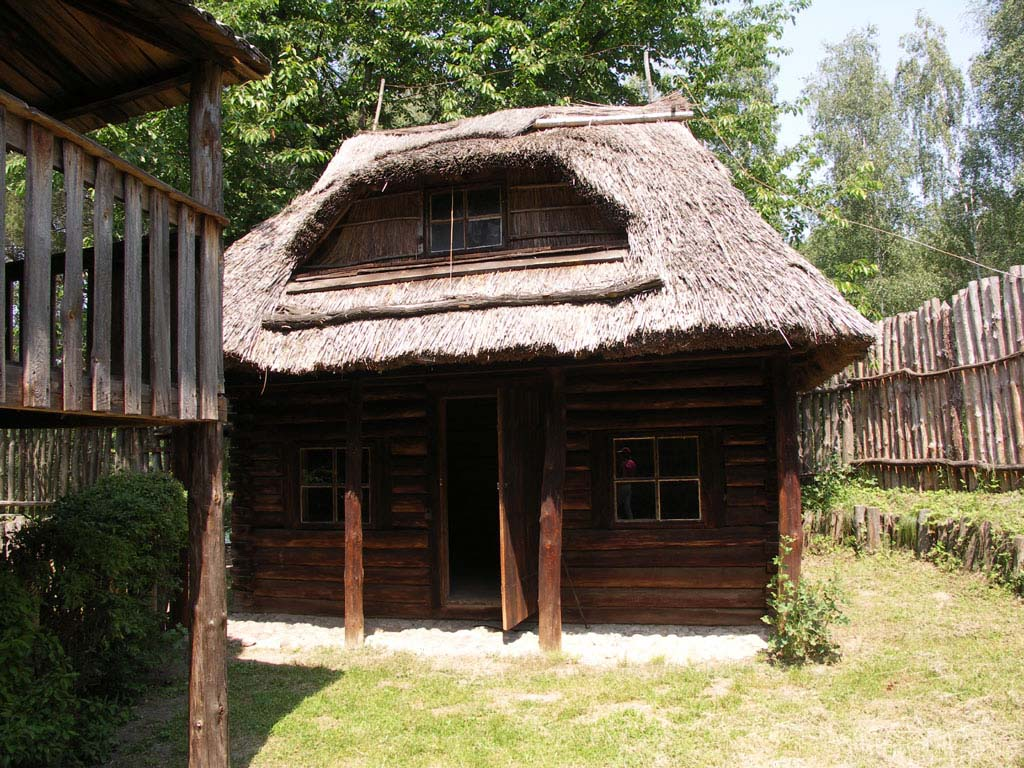
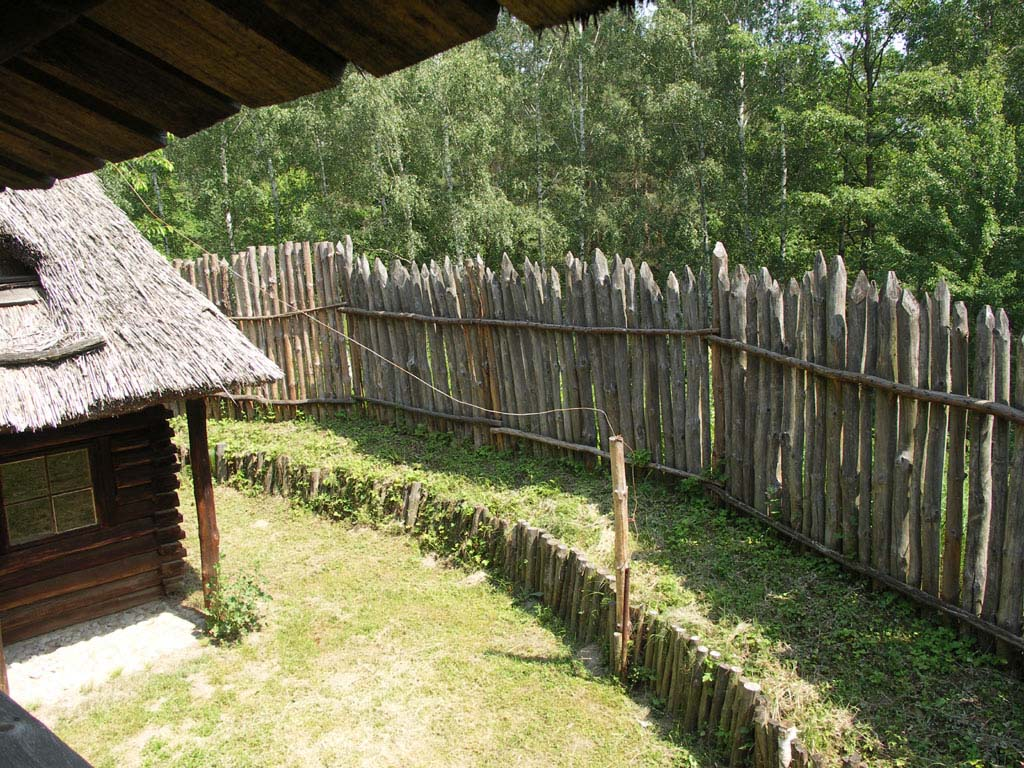
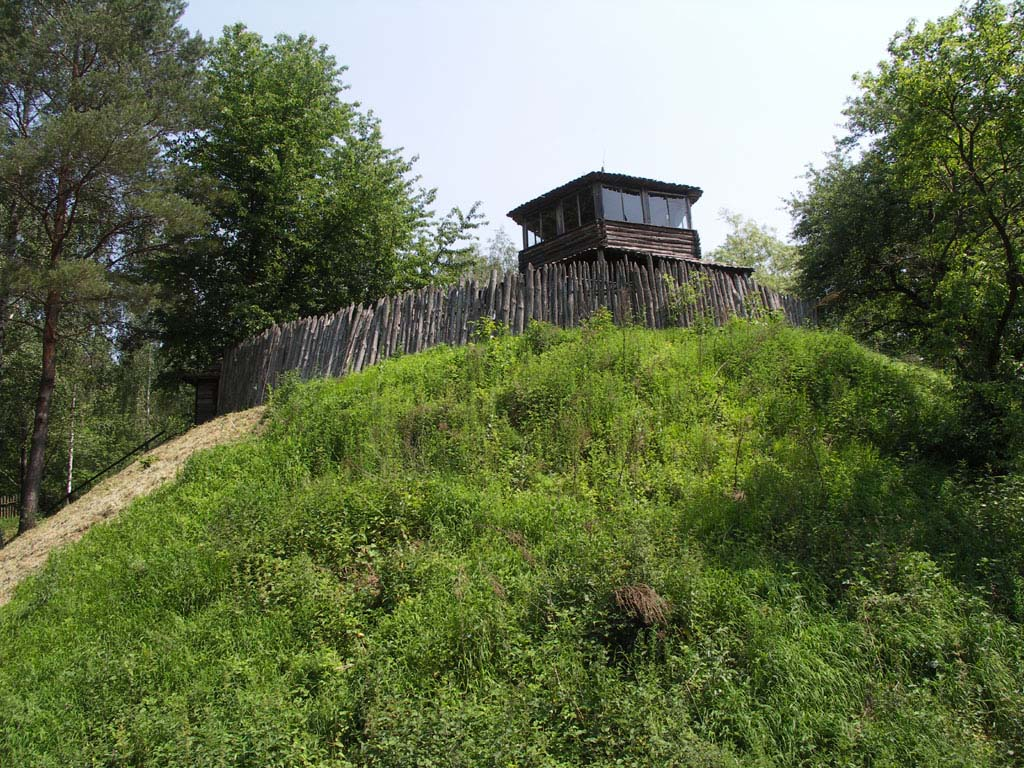
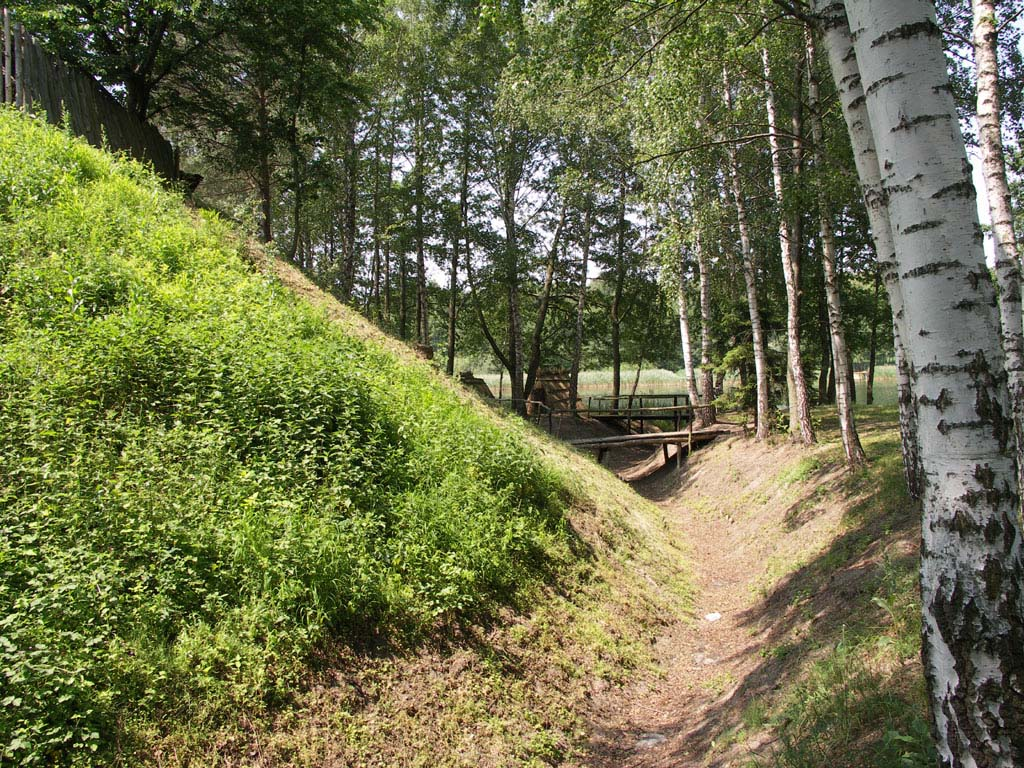
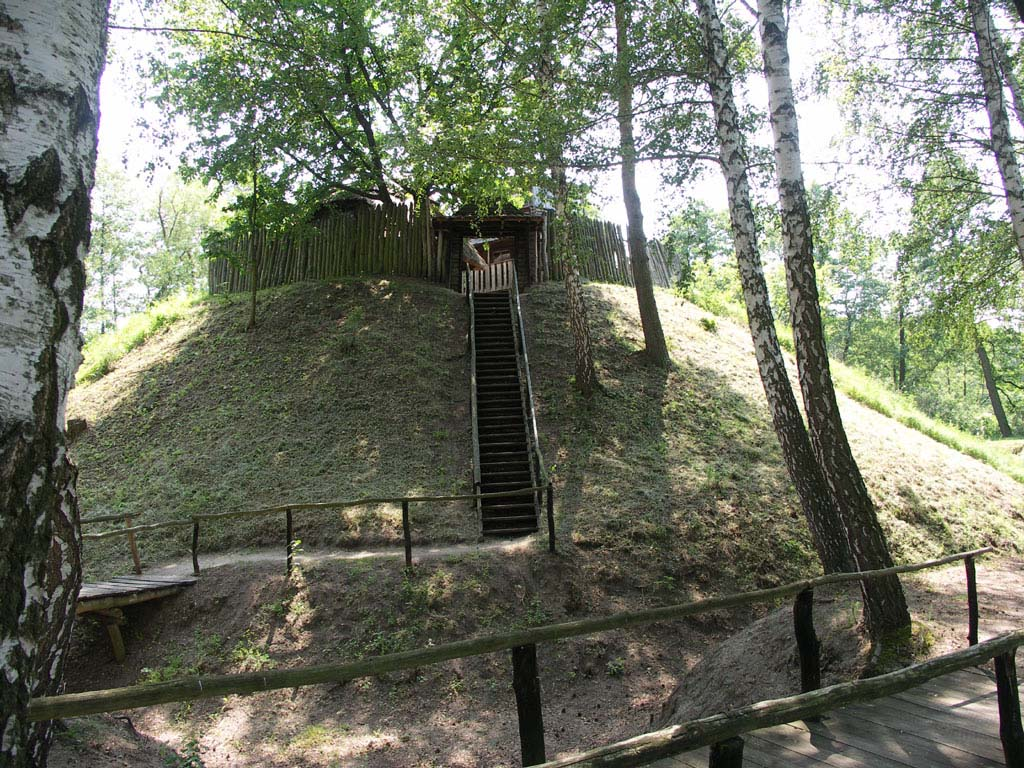